# Svenska mästerskapen i längdskidåkning 1927
Svenska mästerskapen i längdskidåkning 1927 arrangerades i Örnsköldsvik.

## Medaljörer, resultat

### Herrar
| Gren             | Guld             | Guld          | Guld    | Silver                      | Silver                          | Silver  | Brons          | Brons         |         |
| 20 km            | Per-Erik Hedlund | Malungs IF    | 1.45.44 | Elis Sandin Sven Utterström | Salsåker-Ullångers IF Bodens BK | 1.46.13 | -              |               |         |
| 30 km            | John Fjällberg   | Mörsils SK    |         | Lars Theodor Jonsson        | Östersunds SK                   |         | Anders Ström   | IFK Mora      |         |
| 50 km            | Algon Stoltz     | Bodens BK     | 4:13.26 | Sven Utterström             | Bodens BK                       | 4.14.13 | Gustav Jonsson | Husums IF     | 4.16.27 |
| Lagtävling 20 km | Skellefteå IF    | Skellefteå IF |         |                             |                                 |         |                |               |         |
| Lagtävling 30 km | Skellefteå IF    | Skellefteå IF |         |                             |                                 |         |                |               |         |
| Lagtävling 50 km | Bodens BK        | Bodens BK     |         | IFK Luleå                   | IFK Luleå                       |         | Skellefteå IF  | Skellefteå IF |         |

### Damer
| Gren             | Guld             | Guld         | Silver              | Silver       | Brons           | Brons        |
| 10 km            | Signe Pettersson | Ludvika      | Hildegard Söderberg | Gällivare BK | Hilda Söderberg | Gällivare BK |
| Lagtävling 10 km | Gällivare BK     | Gällivare BK |                     |              |                 |              |

### Webbkällor
- Svenska Skidförbundet